# Yaginumaella thimphuica
Yaginumaella thimphuica är en spindelart som beskrevs av Zabka 1981. Yaginumaella thimphuica ingår i släktet Yaginumaella och familjen hoppspindlar. Inga underarter finns listade i Catalogue of Life.